# Tristagma ameghinoi
Tristagma ameghinoi là một loài thực vật có hoa trong họ Amaryllidaceae. Loài này được (Speg.) Speg. miêu tả khoa học đầu tiên năm 1902.